# 卡纳塔克邦
卡纳塔克邦（拉丁字母转写：Karnataka）是印度的一個邦，位於印度南部。作爲印度的資訊科技重地，該邦首府邦加羅爾有「印度矽谷」之稱。
卡纳塔克邦有人口超過6000萬，是印度人口前十高的邦；光是邦加羅爾就有超過450萬人口，但邦內其他城市的人口都不足100萬。

## 历史
卡纳塔克邦的史前史可以追溯到旧石器时代的手斧文化，在这一地区发现了手斧和割刀。该州还发现了新石器文化和巨石文化的迹象。在哈拉帕发现的黄金被发现是从卡纳塔克邦的矿藏中进口的，这促使学者们假设古代卡纳塔克邦与公元前3300年印度河流域文明之间的联系。
因为宗教和种族仇恨，从1347年–1527年，穆斯林的巴曼尼素丹国军每年杀死10万个非穆斯林的达罗毗荼人（大多数是达罗毗荼儿童）。从1347年–1527年，至少有約1800万坎納拉人在卡纳塔克邦被巴赫曼尼苏丹国军殺害。

## 人口
卡纳塔克邦的語言(2011)
根據2011年的人口普查，卡纳塔克邦人口為61,095,297人，性別比為每1000名男性比973名女性，38.7%該邦人口居住於城市地區，識字率為75.36%。卡纳塔克邦的官方語言為康納達語。
卡纳塔克邦人中，83%信仰印度教，12%信仰伊斯蘭教，1.85%信仰基督教，0.72%耆那教。

## 地理
本邦可以分成三个地带：
- 滨海地带，处于西卡特山脉与阿拉伯海之间，海拔低，雨量中等到大。长约320公里，宽48-64公里。
- 西高止山脉平均高度为海拔900米，雨量中等到大。
- 德干高原，占本邦的内地，气候干燥，雨量小。

## 行政區劃

卡纳塔克邦行政区划

卡納塔克邦全邦分為30個縣。這30個縣分別如下：
1. 巴加尔果特县 (Bagalkot ಬಾಗಲಕೋಟೆ)
2. 班加罗尔乡村县  (Bangalore Rural ಬೆ೦ಗಳೂರು ಗ್ರಾಮೀಣ)
3. 班加罗尔市区县 (Bangalore Urban ಬೆಂಗಳೂರು)
4. 贝尔高姆县 (Belagavi ಬೆಳಗಾವಿ )
5. 贝拉里县 (Bellary ಬಳ್ಳಾರಿ)
6. 比德尔县 (Bidar ಬೀದರ್ )
7. 比贾布尔县 (Bijapur ಬಿಜಾಪುರ )
8. 查马拉贾纳加尔县 (Chamarajanagar  ಚಾಮರಾಜನಗರ )
9. 奇克马加卢尔县 (Chikmagalur ಚಿಕ್ಕಮಗಳೂರು)
10. 奇特拉杜尔加县 (Chitradurga ಚಿತ್ರದುರ್ಗ)
11. 南卡纳达县  ( Dakshina Kannada ದಕ್ಷಿಣ ಕನ್ನಡ)
12. 达文盖雷县 (Davanagere ದಾವಣಗೆರೆ)
13. 达尔瓦德县 (Dharwad  ಧಾರವಾಡ )
14. 加达格县 (Gadag  ಗದಗ್ )
15. 古尔伯加县 (Gulbarga ಗುಲ್ಬರ್ಗ)
16. 哈桑县 (Hassan ಹಾಸನ)
17. 哈韦里县 (Haveri ಹಾವೇರಿ)
18. 果达古县 (Kodagu ಕೊಡಗು)
19. 果拉尔县 (Kolar ಕೋಲಾರ)
20. 卡巴尔县 (Koppal ಕೊಪ್ಪಳ)
21. 曼迪亚县 (Mandya ಮ೦ಡ್ಯ）
22. 迈索尔县 (Mysore  ಮೈಸೂರು)
23. 赖久尔县 (Raichur  ರಾಯಚೂರು)
24. 希莫加县 (Shimoga ಶಿವಮೊಗ್ಗ)
25. 杜姆古尔县 (Tumkur  ತುಮಕೂರು)
26. 乌杜皮县 (Udupi ಉಡುಪಿ)
27. 北卡纳达县 (Uttara Kannada ಉತ್ತರ ಕನ್ನಡ)
28. 奇克巴爾拉普爾縣（Chikkaballapur）[12]
29. 拉馬納加拉縣（Ramanagara ）[12]
30. 耶德吉爾縣（Yadgir ಯಾದಗಿರಿ）

每個縣由縣專員或縣裁判官管轄。而每個縣會再細分為分區，由分區裁判官治理：分區再由村（有村議會）及城鎮組成。
根據2011年的人口統計，卡納塔克邦的七個最大城市，按人口多少順序為：班加罗尔、胡布利-达尔瓦德、迈索尔、古尔伯加、贝尔高姆、门格洛尔及达文盖雷。班加罗尔及胡布利-达尔瓦德是邦內兩個僅有人口超過100萬的城市。而人口最多的三個縣分別為：班加罗尔市区县、贝尔高姆县及古尔伯加县，每個縣的人口都超過300萬人。加达格县、查马拉贾纳加尔县及果达古县的人口都不足100萬。